# 声優NOTE
『声優NOTE』（せいゆうノート）は、ジャパンエフエムネットワーク制作のラジオドラマ番組。2017年10月1日から2021年9月までJFN各局で放送されていた。

## 番組内容
リスナーから寄せられた、声優についての疑問・質問への回答を行っているほか、新作のオリジナルドラマを毎週展開している。
番組コンセプトは「『声優』という仕事の魅力・楽しさ・厳しさ」を届けていくこと。

## コーナー紹介
オリジナルラジオドラマ
パーソナリティとゲストで番組オリジナルのラジオドラマを披露する。なお、2021年7月からリスナーに設定などを募集。その内容に沿って9月にその設定でドラマを小林愛香と岩崎諒太で演じた。。

## 出演者

### パーソナリティ
終了時のパーソナリティ
- 小林愛香（2020年4月 - 2021年9月）
- 岩崎諒太(2021年7月- 2021年9月)

過去
- 田所あずさ（2017年10月 - 12月）[1]
- 渕上舞（2018年1月 - 3月、2019年1月 - 3月、2020年1月 - 3月）
- 林勇（2018年4月 - 6月）
- 正木郁（2018年7月 - 9月）
- 新谷良子（2018年10月 - 12月）
- 株元英彰（2019年4月 - 6月）
- 木津つばさ（2019年4月 - 6月、2019年7月 - 9月）
- 納谷健（2019年7月 - 9月）
- 仲村宗悟（2019年10月 - 12月）
- 河西健吾（2020年4月 - 6月）
- 帆世雄一（2020年7月 - 9月）
- 逢坂良太（2020年10月 - 12月）
- 島袋美由利（2021年1月 -3月 ）
- 田村睦心（2021年4月 -6月）

### ゲスト
2019年3月まではマンスリー制を採用しており、1か月通して同じ声優が登場していた。
- 緒方恵美（2017年10月）[1]
- 森久保祥太郎（2017年11月）
- 谷山紀章（2017年12月）
- 寿美菜子（2018年1月）
- 茅原実里（2018年2月）
- 伊藤美来（2018年3月）
- 山口立花子（2018年4月）
- 新田恵海（2018年5月）
- 古川慎（2018年6月）
- 鈴木達央（2018年7月）
- 岩井映美里（2018年8月）
- 白石稔（2018年9月）
- 富田健太郎（2018年10月）
- 高橋未奈美（2018年11月）
- 近藤玲奈（2018年12月）
- 瀬戸麻沙美（2019年1月）
- ゆかな（2019年2月）
- 鈴代紗弓(2019年3月)

## 放送
全局、「radiko」・「radiko.jpプレミアム」で聴取可能。

### 現在
2021年4月現在、放送順。放送時間の早い順から記載。
| 放送対象地域   | 放送局名                         | 放送時間               | 放送期間                                                   | 備考      |
| -------------- | -------------------------------- | ---------------------- | ---------------------------------------------------------- | --------- |
| 佐賀県         | エフエム佐賀（FMS）              | 毎週日曜 18:30 - 18:55 | 2021年4月4日 - 2021年9月26日                               |           |
| 長野県         | 長野エフエム放送（FM長野）       | 毎週日曜 24:00 - 24:30 | 2020年4月5日 - 2021年9月26日                               |           |
| 島根県・鳥取県 | エフエム山陰（V-air）            | 毎週日曜 24:30 - 25:00 | 2017年10月5日 - 2018年9月28日 2020年4月5日 - 2021年9月26日 | [ 注 1 ]  |
| 香川県         | エフエム香川（FM香川）           | 毎週日曜 24:30 - 25:00 | 2021年4月4日 - 2021年9月26日                               |           |
| 高知県         | エフエム高知（Hi-Six）           | 毎週日曜 24:30 - 25:00 | 2017年10月1日 - 2021年9月26日                              | [ 注 2 ]  |
| 徳島県         | エフエム徳島（FM TOKUSHIMA）     | 毎週日曜 28:30 - 29:00 | 2018年4月1日 - 2021年9月26日                               |           |
| 新潟県         | エフエムラジオ新潟（FM-NIIGATA） | 毎週月曜 05:00 - 05:30 | 2017年10月1日 - 2021年9月27日                              | [ 注 3 ]  |
| 岩手県         | エフエム岩手（FM IWATE）         | 毎週月曜 21:30 - 21:55 | 2018年1月1日 - 2021年9月27日                               |           |
| 福島県         | エフエム福島（ふくしまFM）       | 毎週火曜 20:00 - 20:30 | 2017年10月3日 - 2021年9月28日                              | [ 注 4 ]  |
| 熊本県         | エフエム熊本（FMK）              | 毎週水曜 20:30 - 20:55 | 2017年10月4日 - 2021年9月28日                              |           |
| 大分県         | エフエム大分（Air-Radio FM88）   | 毎週水曜 21:30 - 21:55 | 2017年10月4日 - 2021年9月28日                              |           |
| 滋賀県         | エフエム滋賀（e-radio）          | 毎週木曜 20:00 - 20:30 | 2020年4月2日 - 2021年9月29日                               |           |
| 福井県         | エフエム福井（FM FUKUI）         | 毎週金曜 20:00 - 20:30 | 2018年10月5日 -2021年10月1日                               | [ 注 5 ]  |
| 山形県         | エフエム山形（Rhythm Station）   | 毎週金曜 20:30 - 20:55 | 2017年10月6日 - 2021年10月1日                              | [ 注 6 ]  |
| 山口県         | エフエム山口（FMY）              | 毎週金曜 20:30 - 21:00 | 2017年10月6日 - 2021年10月1日                              | [ 注 7 ]  |
| 鹿児島県       | エフエム鹿児島（μFM）            | 毎週金曜 21:00 - 21:30 | 2020年4月5日 - 2021年10月1日                               | [ 注 8 ]  |
| 岐阜県         | エフエム岐阜（FM GIFU）          | 毎週土曜 18:30 - 18:55 | 2018年4月6日 - 2020年5月8日 2020年7月4日 -2021年9月25日    | [ 注 9 ]  |
| 広島県         | 広島エフエム放送（HFM）          | 毎週土曜 21:30 - 22:00 | 2018年10月6日 - 2021年9月25日                              | [ 注 10 ] |
| 兵庫県         | 兵庫エフエム放送（Kiss FM KOBE） | 毎週土曜 25:30 - 25:55 | 2020年7月4日 - 2021年9月25日                               |           |
| 岡山県         | 岡山エフエム放送（FM OKAYAMA）   | 毎週土曜 26:30 - 27:00 | 2017年10月6日 - 2019年3月30日 2020年4月4日 - 2021年9月25日 | [ 注 11 ] |
| 群馬県         | エフエム群馬（FM GUNMA）         | 毎週土曜 27:30 - 28:00 | 2017年10月6日 - 2021年9月25日                              | [ 注 12 ] |
| 宮崎県         | エフエム宮崎（JOY FM）           | 毎週土曜 28:00 - 28:30 | 2017年10月6日 - 2021年9月25日                              |           |

### 過去
| 放送対象地域 | 放送局名                    | 放送時間               | 放送期間                                      |
| ------------ | --------------------------- | ---------------------- | --------------------------------------------- |
| 石川県       | エフエム石川（HELLO FIVE）  | 毎週日曜 24:00 - 24:30 | 2018年4月1日 - 9月30日                        |
| 愛知県       | エフエム愛知（FM AICHI）    | 毎週月曜 20:00 - 20:30 | 2020年3月30日 - 12月28日                      |
| 栃木県       | エフエム栃木（RADIO BERRY） | 毎週土曜 26:00 - 26:30 | 2018年1月6日 - 3月31日                        |
| 長崎県       | エフエム長崎（FM Nagasaki） | 毎週土曜 26:30 - 27:00 | 2017年10月6日 - 2020年3月28日                 |
| 栃木県       | エフエム栃木（RADIO BERRY） | 毎週土曜 26:30 - 27:00 | 2018年1月6日 - 3月31日 2020年4月4日 - 9月26日 |
| 東京都       | エフエム東京（TOKYO FM）    | 毎週土曜 27:30 - 28:00 | 2018年10月6日 - 12月29日                      |
| 大阪府       | エフエム大阪（FM大阪）      | 毎週土曜 28:00 - 28:30 | 2018年2月4日 - 10月27日                       |